# Ejército de Etiopía
El Ejército de Etiopía es el nombre que recibe el organismo militar encargado de la defensa terrestre de Etiopía, el cual contribuye a mantener la soberanía y la integridad territorial de dicho país. Conforma, junto con la Fuerza Aérea la Fuerza de Defensa Nacional de Etiopía. 

## Historia
Los orígenes del Ejército de Etiopía se remontan bien atrás en la historia hasta la antigüedad. Mantuvo un considerable contingente de sus fuerzas en sus guarniciones de Sabbean que se expandieron para proyectar su poder sobre las colonias en Yemen y para proteger las rutas comerciales o caravanas. En el siglo VI a.c, el ejército etíope al mando Príncipe Nastesen derrotó inapelablemente a las fuerzas persas de Cambises II que intentaban la conquista del país.  
Debido a su ubicación estratégica entre Oriente Medio y África, ha debido sufrir por muchos siglos agresiones extranjeras, lo cual le ha obgligado a tener una fuerza militar preparada. Por ejemplo, en 1579 sufrió la agresión de Egipto como parte de una invasión otomana. En 1868 una nueva invasión egipcia fue rechazada en Gura. En 1895 Italia invadió Etiopía, siendo derrotados en la batalla de Adwa. Posteriormente, fueron invadidos y conquistados por los italianos en 1935, los cuales fueron expulsados de Etiopía durante la Segunda Guerra Mundial con ayuda de los ingleses.

## Equipamiento

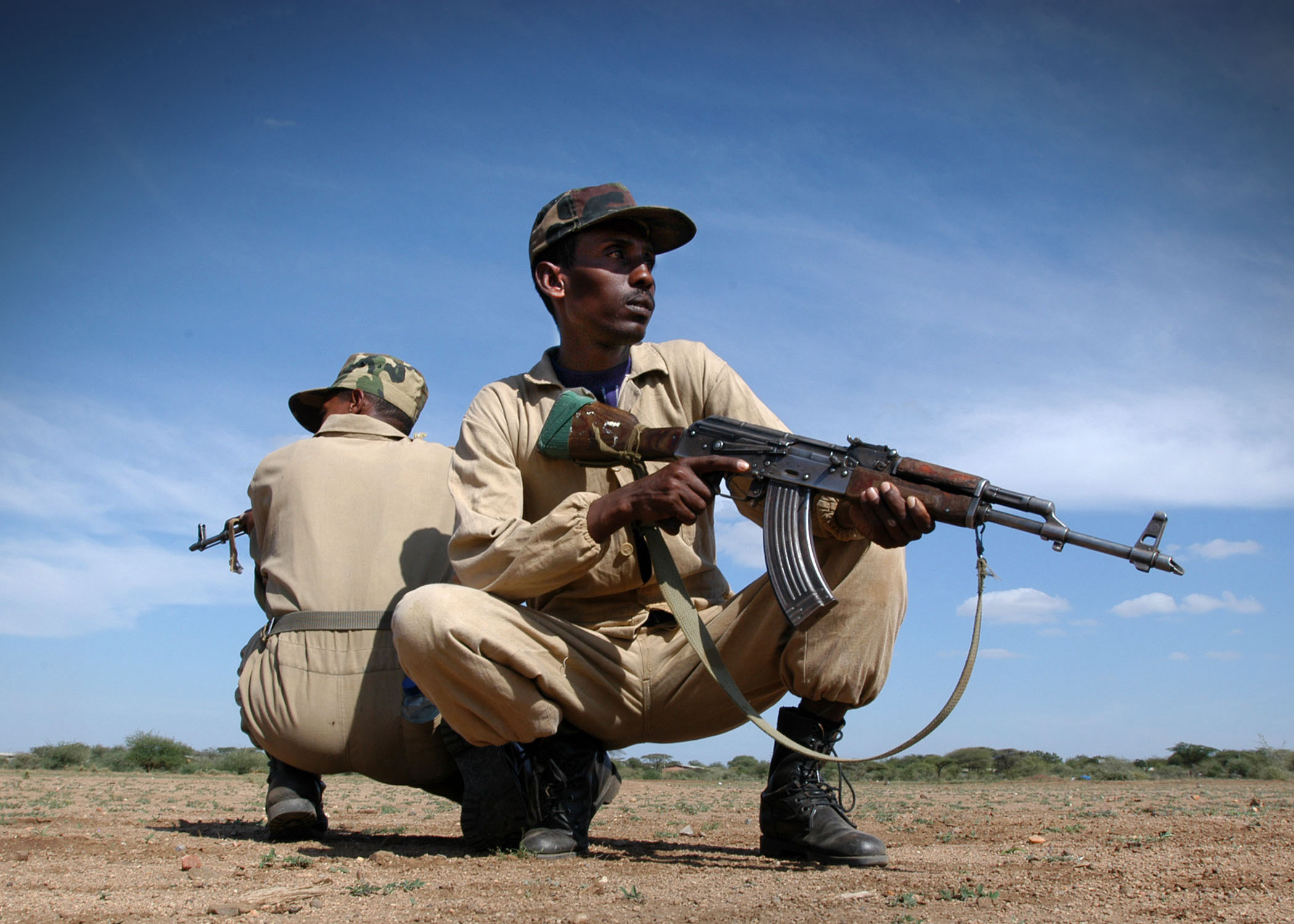
Soldados del Ejército de Etiopía.

Al igual que el resto de las fuerzas armadas etíopes, el ejército etíope cuenta con una amplia mezcla de equipos de origen diverso. Los Estados Unidos fueron los principales proveedores de armas de Etiopía desde el final de la Segunda Guerra Mundial hasta 1977, cuando Etiopía comenzó a recibir envíos de armas masivas de la Unión Soviética. Por esta razón, muchos de sus principales sistemas de armas provienen de la época comunista y son de diseño soviético y de países del bloque oriental.

## Misiones de paz
Luego del final de la Segunda Guerra Mundial, efectivos del Ejército de Etiopía han servido en numerosas misiones de paz de las Naciones Unidas y la Unión Africana, en lugares como Costa de Marfil, Liberia, Darfur, Burundi y Ruanda.

## Guerras o conflictos bélicos
- Primera guerra ítalo-etíope;
- Segunda guerra ítalo-etíope;
- Segunda Guerra Mundial;
- Guerra de Corea;
- Guerra civil etíope;
- Guerra de Ogadén;
- Guerra entre Etiopía y Eritrea